# 4646 Kwee
4646 Kwee eller 4009 P-L är en asteroid i huvudbältet som upptäcktes den 24 september 1960 av den nederländsk-amerikanske astronomen Tom Gehrels och det nederländska astronomparet Ingrid van Houten-Groeneveld och Cornelis Johannes van Houten vid Palomarobservatoriet. Den är uppkallad efter Kiem Keng Kwee.
Den tillhör asteroidgruppen Nysa.